# جادوگر (فیلم ۱۹۸۶)
جادوگر (به انگلیسی: Witchboard) یک فیلم فراطبیعی ترسناک آمریکایی محصول سال ۱۹۸۶ به نویسندگی و کارگردانی کوین تنی در اولین کارگردانی خود با بازی تانی کیتین، استیون نیکولز و تاد آلن است. داستان دربارهٔ یک دانشجوی کالج است که بعد از اینکه به‌طور تصادفی در مهمانی دوستش جا گذاشته شد، به تنهایی مجذوب استفاده از تابلوی ویجا می‌شود که در نتیجه او توسط یک روح بدخواه وحشت زده می‌شود.
کوین تنی فیلمنامه را در زمانی که دانشجوی دانشگاه کالیفرنیای جنوبی بود نوشت، پس از شرکت در یک مهمانی که در آن یکی از دوستانش تابلوی ویجا را برای مهمانی‌ها آورد تا از آن استفاده کنند. این فیلم بر مفهوم «به دام افتادن پیشرونده» تمرکز می‌کند، فرآیندی که طی آن یک موجود بدخواه یا شیطان کنترل یک انسان را به دست می‌گیرد، موضوعی که در فیلم «جن‌گیر» (۱۹۷۳) نیز پس از برخورد یک شخصیت با تخته ویجا به آن پرداخته شد. فیلمبرداری در سال ۱۹۸۵ در لس آنجلس، سن برناردینو و سان فرانسیسکو انجام شد.
کمپانی سینما گروپ در ۳۱ دسامبر ۱۹۸۶ یک اکران محدود در ایالات متحده ارائه داد. پس از بازگشت مطلوب در گیشه، اکران در بهار ۱۹۸۷ گسترش یافت و فیلم به ۷٫۴ میلیون دلار رسید. اگرچه واکنش انتقادی به این فیلم تا حد زیادی نامطلوب بود، اما از زمان اکران آن طرفداران زیادی پیدا کرد، دو دنباله نامرتبط، جادوگر ۲: درگاه شیطان و جادوگر ۳: تصرف به ترتیب در سال‌های ۱۹۹۳ و ۱۹۹۵ منتشر شدند، و یک نسخه بازسازی جادوگر (فیلم ۲۰۲۴)